# Liste der Biografien/Vou
Liste der Biografien |
Portal Biografien |
Personensuche
# |
A |
B |
C |
D |
E |
F |
G |
H |
I |
J |
K |
L |
M |
N |
O |
P |
Q |
R |
S |
T |
U |
V |
W |
X |
Y |
Z |
?
 
Va |
Vd |
Ve |
Vh |
Vi |
Vj |
Vl |
Vn |
Vo |
Vr |
Vs |
Vt |
Vu |
Vy
 
Voa |
Vob |
Voc |
Vod |
Voe |
Vof |
Vog |
Voh |
Voi |
Voj |
Vok |
Vol |
Vom |
Von |
Voo |
Vop |
Vor |
Vos |
Vot |
Vou |
Vov |
Vow |
Vox |
Voy |
Voz
Die Liste der Biografien führt alle Personen auf, die in der deutschsprachigen Wikipedia einen Artikel haben. Dieses ist eine Teilliste mit 67 Einträgen von Personen, deren Namen mit den Buchstaben „Vou“ beginnt.

## Vou

### Voua
- Vouardoux, Vital (1919–1977), Schweizer Soldat und Skisportler

### Voud
- Voudelin, Ilmari (1896–1946), finnischer Radrennfahrer
- Voudouris, Christos, griechischer Kameramann beim Film
- Voudouris, Michael (* 1960), US-amerikanischer Skeletonpilot, der für Griechenland startete

### Voue
- Vouel, Raymond (1923–1987), luxemburgischer Politiker der Luxemburger Sozialistischen Arbeiterpartei
- Vouet, Simon (1590–1649), französischer Maler des Barock

### Vouf
- Voufack, Eric (* 2001), deutsch-kamerunischer Fußballspieler

### Voug
- Vouga, Paul (1880–1940), Schweizer Archäologe
- Vouga-Pradez, Emilie (1839–1909), Schweizer Malerin und Verlegerin
- Vought, Chance M. (1890–1930), US-amerikanischer Luftfahrtpionier und Ingenieur
- Vought, Russell (* 1976), US-amerikanischer RegierungsbeamterRussell Vought (* 1976)

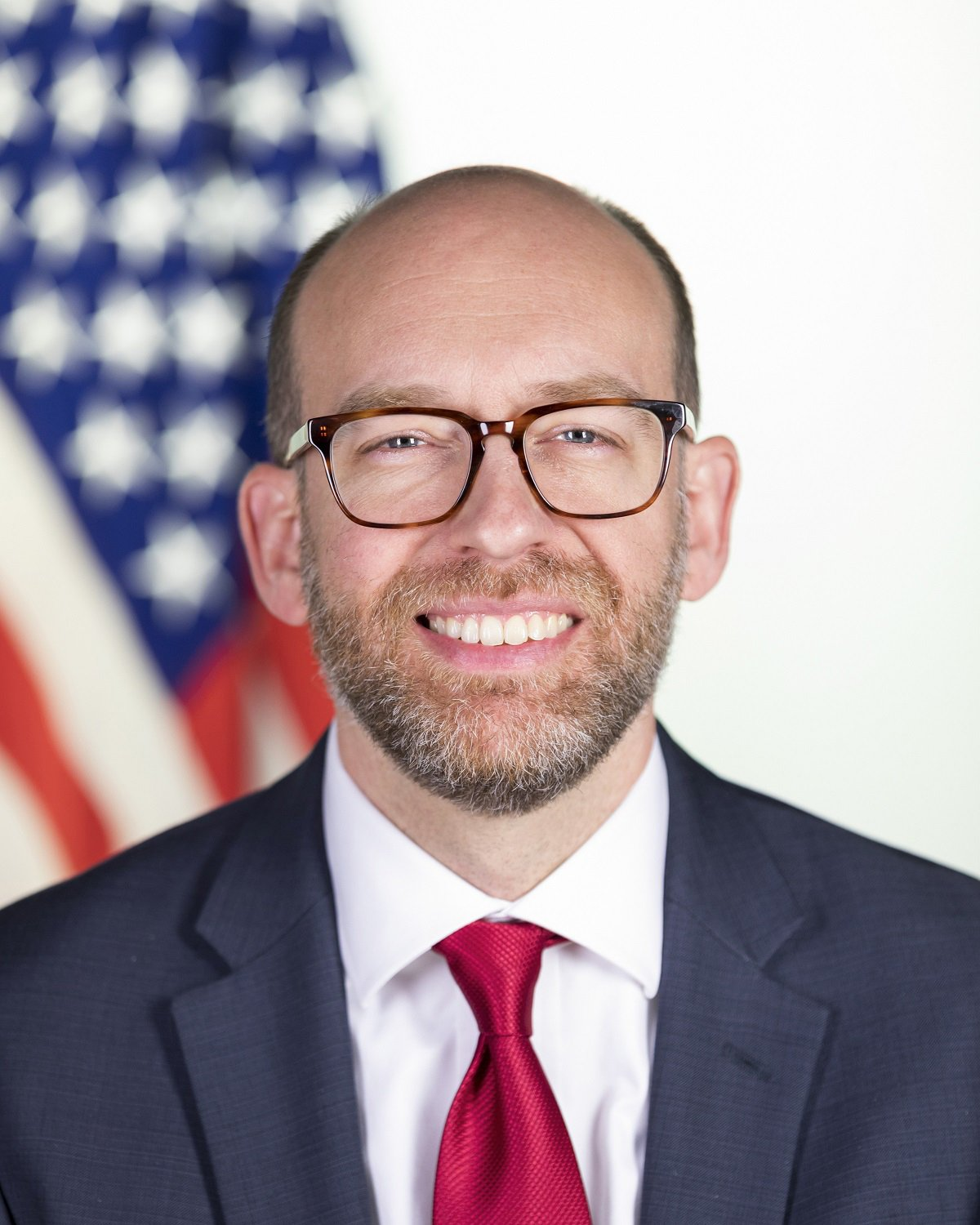
Russell Vought (* 1976)

- Vougiouka, Vassiliki (* 1986), griechische Säbelfechterin
- Vougioukas, Ian (* 1985), griechischer Basketballspieler
- Vougiouklaki, Aliki (1934–1996), griechische Schauspielerin
- Vougt, Allan (1895–1953), schwedischer Politiker und Journalist, Reichstagsabgeordneter und Verteidigungsminister
- Vougt, Peter (* 1974), schwedischer Fußballspieler

### Voui
- Vouillamoz, José (* 1971), Schweizer Biologe, Experte für Pflanzengenetik
- Vouillamoz, Yvan (* 1969), Schweizer Skispringer
- Vouilloz Burnier, Marie-France (* 1957), Schweizer Historikerin
- Vouilloz, Nicolas (* 1976), französischer Mountainbiker und Rallyefahrer
- Vouilloz, Nicolas (* 2001), Schweizer Fussballspieler

### Vouk
- Vouk, Ferdinand (* 1957), österreichischer Politiker (SPÖ)
- Vouk, Rudolf (* 1965), österreichischer Rechtsanwalt und Politiker (LIF)Rudolf Vouk (* 1965)

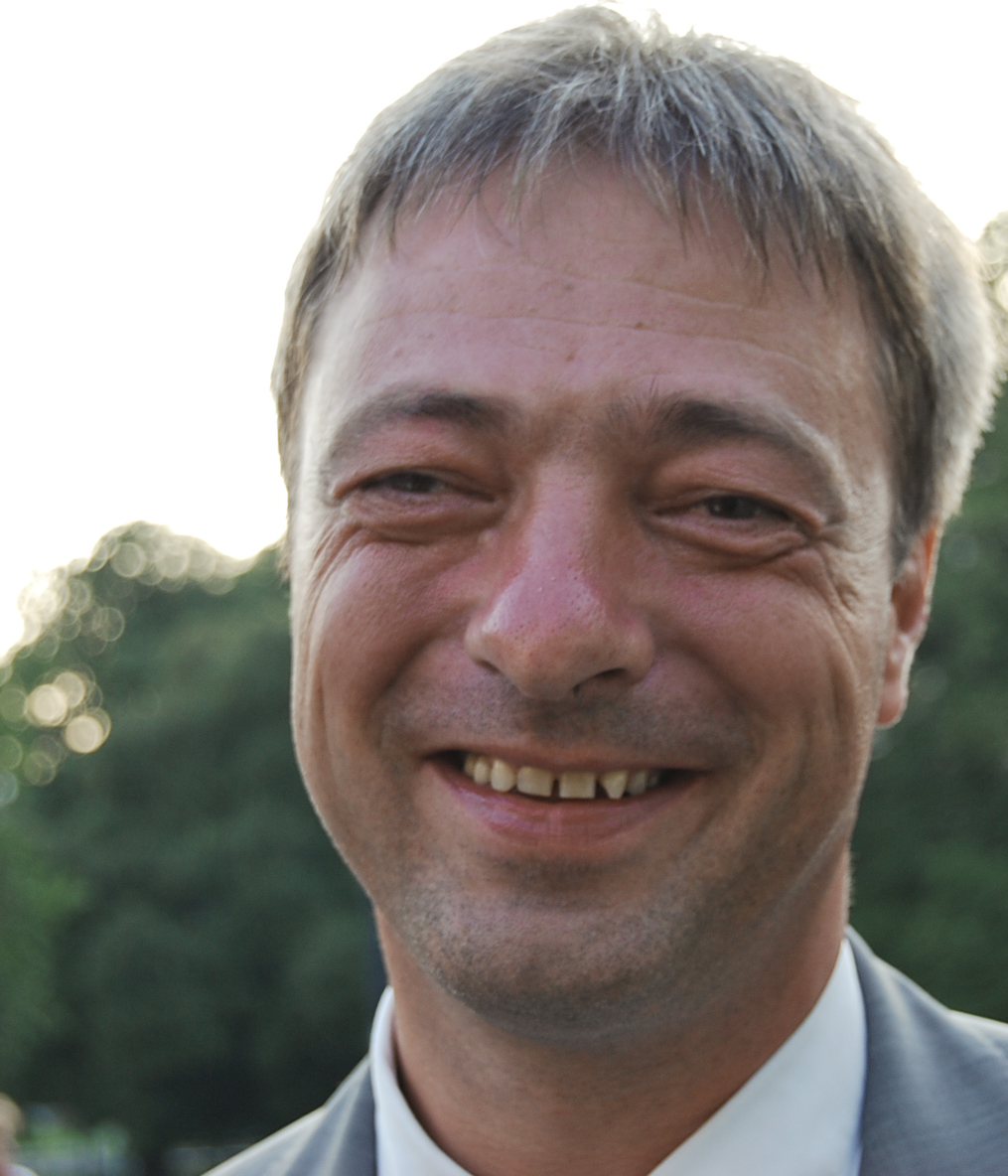
Rudolf Vouk (* 1965)

### Voul
- Voulany, Ely Cheikh (* 1988), mauretanischer Fußballspieler
- Vouldis, Ioannis, griechischer Politiker
- Voule, Clément Nyaletsossi, togoischer Jurist und Menschenrechtsexperte
- Voulgarakis, Giorgos (* 1959), griechischer Politiker
- Voulgaris, Dimitrios (1802–1877), griechischer Politiker und Ministerpräsident
- Voulgaris, Eugenios (1716–1806), griechischer Mönch, Theologe, Philosoph und Schriftsteller
- Voulgaris, Haralabos (* 1975), kanadisch-griechischer Pokerspieler
- Voulgaris, Pantelis (* 1940), griechischer Filmregisseur
- Voulgaris, Petros (1884–1957), griechischer Admiral, Politiker und Ministerpräsident
- Voulgaris, Stamatis (1774–1842), griechischer Maler, Architekt und Stadtplaner
- Voulkos, Peter (1924–2002), US-amerikanischer Keramiker und Bildhauer
- Voullaire, Woldemar (1825–1902), deutscher Organist, Komponist und Prediger
- Voulland, Jean-Henri (1751–1801), Politiker während der Französischen Revolution
- Voullié, Ronald (1952–2020), deutscher Übersetzer
- Voulliéme, Ernst (1862–1930), deutscher Bibliothekar und Inkunabelforscher
- Voulzy, Laurent (* 1948), französischer SängerLaurent Voulzy (* 1948)

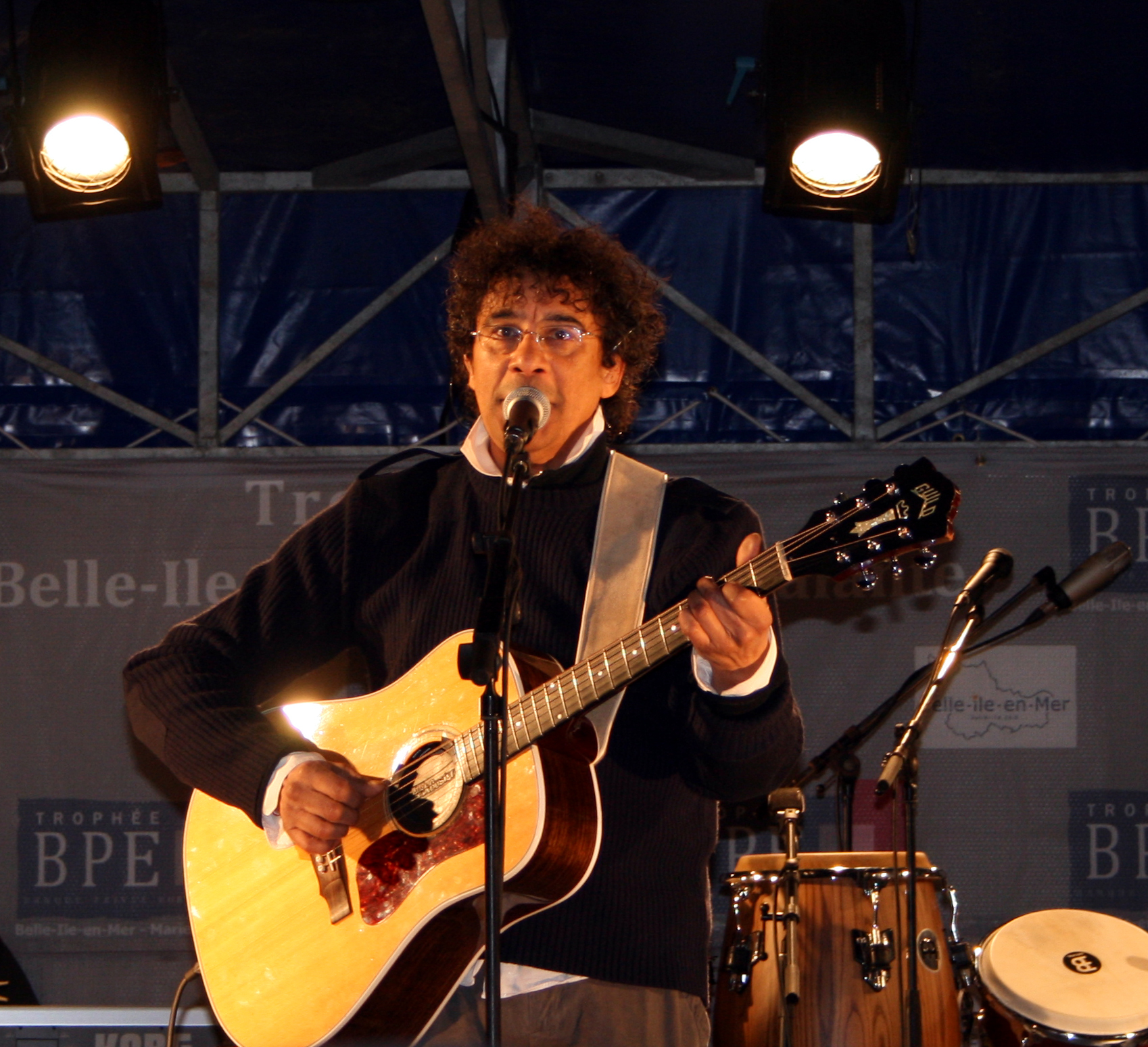
Laurent Voulzy (* 1948)

### Voum
- Voumard, Charles de (1761–1841), Oberst in der französischen Armee, Prinzenerzieher und Hofmarschall in Hohenzollern-Sigmaringen sowie Besitzer von Schloss Worblingen
- Voumard, Géo (1920–2008), Schweizer Komponist, Arrangeur, Pianist und Radiojournalist

### Vour
- Vourakis, Ioannis, griechischer Sportschütze
- Vourakis, Vasilis (1940–2010), griechischer Fußballschiedsrichter
- Vourloud, Abraham (1819–1885), Schweizer Landwirt, Richter und Politiker
- Vouros, Athanasios (1871–1959), griechischer Fechter
- Vouros, Praxitelis (* 1995), griechischer Fußballspieler
- Vourtzoumis, Evangelos (* 1969), griechischer Basketballspieler

### Vous
- Vousden, Karen (* 1957), britische Krebsforscherin
- Vousden, Samuel, finnischer Pokerspieler
- Voušek, Franz (1850–1923), österreichischer Politiker
- Voussem, Klaus (* 1970), deutscher Politiker (CDU), MdL

### Vout
- Voutaz, Mélissa (* 1991), Schweizer Skirennfahrerin
- Voutchkova, Biliana (* 1972), bulgarische Violinistin der zeitgenössischen Klassischen Musik
- Voûte, Hetty (1918–1999), niederländische Widerstandskämpferin
- Voûte, Petronella (1804–1877), niederländische Sozialreformerin
- Voutilainen, Ellen (* 2000), finnische Handballspielerin
- Voutilainen, Jasmin (1995–2023), finnische Schauspielerin
- Voutilainen, Jukka (* 1980), finnischer Eishockeyspieler
- Voutilainen, Laura (* 1975), finnische Popsängerin
- Voutilainen, Marjo (* 1981), finnische Eishockeyspielerin und -trainerin
- Voutilainen, Paavo (* 1999), finnischer Fußballspieler
- Voutsaras, Meletis (* 1943), griechischer Fußballschiedsrichter
- Voutsinas, Andreas (1932–2010), griechischer Schauspieler und Regisseur
- Voutsinos, Antonios Grigorios (1891–1968), römisch-katholischer Bischof von Korfu (Griechenland)
- Voutsis, Nikos (* 1951), griechischer Politiker

### Vouy
- Vouyer, Vince (* 1966), US-amerikanischer PornodarstellerVince Vouyer (* 1966)

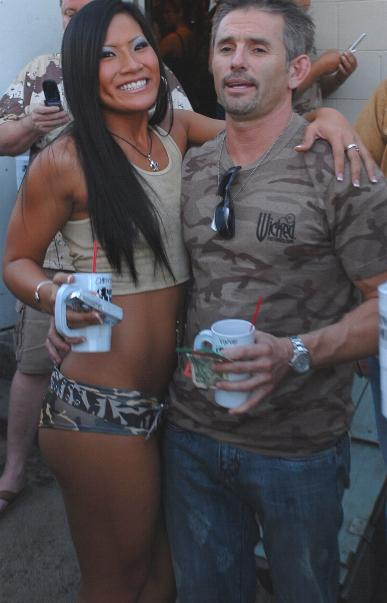
Vince Vouyer (* 1966)

### Vouz
- Vouzelaud, Sophie (* 1987), französische Schönheitswettbewerb-Teilnehmerin